# Лас Кроабас (Порторико)
Лас Кроабас (шп. Las Croabas) град је у америчкој острвској територији Порторико, острвској држави Кариба.

## Демографија
По попису из 2010. године број становника је 1.053.
| Група             | 2000.    | 2010.         |
| Белци             | 0 (0,0%) | 38 (3,6%)     |
| Афроамериканци    | 0 (0,0%) | 115 (10,9%)   |
| Азијати           | 0 (0,0%) | 9 (0,9%)      |
| Хиспаноамериканци | 0 (0,0%) | 1.009 (95,8%) |
| Укупно            | 0        | 1.053         |